# Flughafen Tanga

i7
i11
i13
Der Flughafen Tanga (IATA-Code: TGT, ICAO-Code: HTTG) ist ein Flughafen in Tansania. Er liegt rund 4 Kilometer südwestlich des Zentrums der Regionshauptstadt Tanga.

## Kenndaten
Der Flughafen hat den IATA-Code TGT und ICAO-Code HTTG und liegt 39 Meter über dem Meeresniveau in der Zeitzone UTC+3. Die Landebahn liegt in der Richtung 06/24. Sie ist asphaltiert, 1268 m lang und 31 m breit. Der Tower kann über die Frequenz 122,1 MHz erreicht werden.
Der Flughafen wird von der staatlichen Tanzania Airports Authority (TAA) verwaltet.

## Fluggesellschaften und Ziele
Von Tanga gibt es Verbindungen nach Sansibar und regelmäßige Flüge nach Kilimanjaro und Pemba. Diese Flüge werden von Coastal Aviation und Auric Air durchgeführt (Stand 2022).

## Statistik
Der Flughafen hatte folgende Entwicklung:
| Jahr | Passagiere | Starts / Landungen |
| ---- | ---------- | ------------------ |
| 1999 | 918        | 314                |
| 2000 | 963        | 297                |
| 2001 | 3.407      | 782                |
| 2002 | 9,552      | 1.336              |
| 2003 | 5.864      | 1.084              |
| 2004 | 7.113      | 1.324              |
| 2005 | 7.153      | 1.250              |
| 2006 | 8.201      | 1.410              |
| 2007 | 7.705      | 1.289              |
| 2008 | 8.447      | 1.588              |
| 2009 | 9.759      | 1.534              |
| 2010 | 9.277      | 1.552              |
| 2011 | 13.509     | 2.286              |
| 2012 | 20.020     | 3.339              |
| 2013 | 21.271     | 3.444              |